# Asesinato de Christina Williams
Christina Marie Williams (Prefectura de Okinawa, 1 de mayo de 1985 - Seaside, California; 12 de junio de 1998) era una adolescente estadounidense de 13 años que fue secuestrada cerca de su domicilio, en Seaside (California), mientras paseaba a su perro por una zona de Fort Ord, antigua base militar del ejército.

## Antecedentes
Williams nació en la prefectura de Okinawa (Japón), hija de madre filipina y padre estadounidense, suboficial de la Armada de los Estados Unidos. En el momento de su secuestro, estudiaba en la Fitch Middle School de Seaside (California). Antes de trasladarse a California, Williams y su familia vivían en la base naval de Yokosuka (Japón). Era la primera vez que la familia vivía en Estados Unidos continental.

## Secuestro
Williams salió de su casa sobre las 19:30 horas. Greg volvió a casa una hora más tarde arrastrando su correa. El caso atrajo la atención de los medios de comunicación nacionales.
Siete meses después, el 12 de enero de 1999, se encontró un cadáver en la antigua base militar de Fort Ord, a unos 5 kilómetros de la casa de los Williams. Los restos fueron identificados como los de la pequeña. Esa zona había sido registrada anteriormente, sin indicios de que el cuerpo estuviera allí. La persona que encontró el cuerpo de Williams era un botánico de la Universidad de California en Santa Cruz que estaba realizando un estudio científico.
Los medios de comunicación difundieron ampliamente los retratos robot de las personas sospechosas del secuestro, dos hombres cerca de los veinte años, pero no ayudaron a identificar a los sospechosos.

## Hechos posteriores
Varios famosos, entre ellos Clint Eastwood o Mariah Carey, hicieron un anuncio de servicio público en favor de Williams. Su caso también se emitió en el programa America's Most Wanted. A Williams le sobrevivieron sus padres y dos hermanos. Muchas personas, entre ellas los antiguos amigos de Williams en Japón, se vieron afectadas por su secuestro. Más tarde, su familia se trasladó a Florida. Los investigadores centraron sus esfuerzos en encontrar un Mercury Monarch o un Ford Granada de los años 1980. En 2006, el caso, aún abierto, apareció en el programa de la CNN Anderson Cooper 360°.
La ciudad de Marina erigió un monumento en honor de Williams en el 15520 Imjin Road, frente a Preston Park. El caso se presentó en el programa On the Case with Paula Zahn, en un episodio titulado "Christina's Story".

## Sospechoso y detención
Se informó de que Charles Holifield era sospechoso del asesinato de Williams. Estaba en prisión por intento de secuestro; había violado a chicas adolescentes en el pasado. En 2011, una exnovia de Holifield se retractó de una coartada que había hecho en 1998, diciendo que había sido amenazada previamente con hacerle daño si la retiraba. En 2016, se descubrió que el ADN encontrado en la ropa de Williams coincidía con el ADN de Holifield. El 6 de abril de 2017, el fiscal de distrito del condado de Monterey anunció que Holifield sería arrestado y acusado del asesinato. Un juicio de pena de muerte para Holifield se fijó originalmente para octubre de 2019, pero se retrasó.
En diciembre de 2019, Holifield renunció a su derecho a un juicio con jurado, con el fin de eliminar la posibilidad de recibir la pena de muerte; además renunció a sus derechos a mandamientos judiciales y apelaciones. El 2 de marzo de 2020, comenzó el juicio sin jurado; el 16 de marzo, el equipo de la defensa comenzó su parte del juicio. El 20 de marzo, la jueza Pamela Butler declaró a Holifield culpable del asesinato de Williams, con dos circunstancias especiales; siendo condenado a cadena perpetua sin posibilidad de libertad condicional.